# Atilla Birlik
Atilla Birlik (* 27. November 1977 in Ludwigshafen am Rhein) ist ein ehemaliger türkischer Fußballspieler.

## Karriere
In der Jugend spielte Birlik beim Ludwigshafener SC und ab 1993 beim SV Waldhof Mannheim. 1996 drang er mit der A-Jugend des SV Waldhof bis ins Finale der Deutschen A-Jugendmeisterschaft vor, unterlag dort aber Borussia Dortmund mit 0:2 Toren.
Sein Zweitligadebüt am 26. Mai 1997 dauerte nur wenige Minuten. Im Derby gegen den 1. FC Kaiserslautern sah er nach einem Foul an Martin Wagner und anschließender Tätlichkeit gegen Gerry Ehrmann die Rote Karte (67. Minute). In der 64. Spielminute war er von Trainer Uwe Rapolder eingewechselt worden.
Dieses Spiel blieb sein einziges in der 2. Bundesliga für Waldhof Mannheim. Nach dem Abstieg des SVW 1997 blieb er dem Verein treu und schoss bis 1999 in 62 Regionalligaspielen 11 Tore.
Zur Saison 1999/2000 wechselte er in die türkische Süper Lig zu Beşiktaş Istanbul. Dort war er allerdings nur Ergänzungsspieler und ging 2000 zu Antalyaspor, wo er seine Torjägerqualitäten unter Beweis stellte. 2002/03 versuchte er sich im deutschen Profifußball durchzusetzen. Er wechselte zur SpVgg Greuther Fürth (2. Liga) und erzielte zwei Treffer in 23 Spielen.
Danach ging er wieder in die Türkei und spielte dort von 2003 bis 2009 bei fünf verschiedenen Vereinen in der ersten, zweiten und dritten türkischen Liga.

### Statistik
| Liga                  | Spiele (Tore) |
| --------------------- | ------------- |
| 2. Bundesliga (II)    | 024 0(2)      |
| Regionalliga (III)    | 062 (11)      |
| Süper Lig (I)         | 145 (42)      |
| Bank Asya 1. Lig (II) | 054 (11)      |
| TFF 2. Lig (III)      | 010 0(0)      |
| Wettbewerb            |               |
| DFB-Pokal             | 005 0(1)      |

Mit Beşiktaş spielte er zweimal in der Champions League, mit Antalyaspor zweimal im UEFA-Cup.